# Karap Sándor
Karap Sándor (Hajdúböszörmény, 1796. március 18. – Debrecen, 1863. október 9.) mezőgazda, bíró, váltótörvényszéki elnök.

## Életútja
Karap Péter kerületi ügyész és nánási Oláh Zsuzsanna fia. Hajdúböszörményben járta alsóbb iskoláit, majd a felsőbbeket 1818-20-ban a debreceni református főiskolában végezte. Előbb fogalmazó-gyakornok, azután Hajdúböszörmény főjegyzője volt. 1841-ben a debreceni királyi váltótörvényszék bírája, 1861. május 1-jén annak elnöke lett. Neje Diószegi Sámuelnek, a Magyar Füvészkönyv írójának leánya volt, akit 1821-ben vett nőül. Karap sógorával, Diószegi Sámuel bécsi nagykereskedővel szövetkezve és annak tervét elfogadva, 1845-ben a Debrecen, Böszörmény és Balmazújváros határai között fekvő zeleméri pusztán a híres Fellenberg-féle hofwyli nevelőintézet mintájára gazdasági és árvaintézetet alapított, melynek rendeltetése árva gyermekeknek parasztgazdákká való nevelése volt. Az intézet igazgató-tanára Gönczy Pál volt. 1848-49-ben az orosz csapatok teljesen tönkretették az épületeket, ezért a szabadságharc után az intézet alapítói kénytelenek voltak lemondani róla, hogy azt újra létesítsék. Karap hivatalos elfoglaltsága mellett továbbra is foglalkozott mezei gazdálkodással, kertészettel, gyümölcstermeléssel és szőlészettel. Debrecenben 1842-ben a Nagy-Péterfia utcáról a Nagyerdőre vezető út mindkét oldalán azelőtt ott állott kopár homokbuckákat nagy részben összevásárolta és azokat részint maga alakította át kertekké, részint pedig olyanoknak engedte át, akik ott kerteket létesítettek. 1863. október 9-én reggeli 6 órakor hunyt el, október 11-én délután helyezték örök nyugalomra a Cegléd utcai sírkertben. Egyik fia, Karap Ferenc főrendiházi tag lett.
Cikke a Magyar Gazdában (1845. 92., 93., 95. sz. Zeleméri gazdasági s egyszersmind árvaintézet terve.)